# MFGE8
La Milk fat globule-EGF factor 8 protein (MFGE8), également connue sous le nom de lactadhérine, est une protéine encodée par le gène MFGE8 situé le chromosome 15 humain. 

## Répartition
La protéine Mfge8 est sécrétée chez les vertébrés (y compris les mammifères et les oiseaux).